# ジエチルパラフェニレンジアミン法

N,N-ジエチルパラフェニレンジアミンの構造式

ジエチルパラフェニレンジアミン法（DPD法）とは、水道水の残留塩素を比色定量で測定する方法である。
N,N-ジエチルパラフェニレンジアミン（N,N-diethyl-p-phenylenediamine、DPD） が塩素で酸化すると発色する反応を利用している。比色管内で呈色した色濃度を、残留塩素標準比色列と側面から比色することにより、遊離残留塩素の濃度を求める。
遊離残留塩素、結合残留塩素の両方が測定可能である。
この方法は、「水道法施行規則第17条第2項の規定に基づき厚生労働大臣が定める遊離残留塩素および結合残留塩素の検査方法」（平成15年9月29日、厚生労働省告示第318号）で規定されている公定法である。

## 試薬
1. DPD試薬 - N,N-ジエチル-p-フェニレンジアミン1.0gをメノウ乳鉢中で粉砕し、無水硫酸ナトリウム24gを加え、結晶粒を粉砕しない程度に混和したもの。「DPD錠」として1回分を錠剤にした市販品もある。反応試薬として液状にして添加する場合もある。
2. リン酸二水素カリウム溶液(0.2mol/L) - リン酸二水素カリウム27.22gを無炭酸精製水に溶かして1Lとしたもの。
3. 水酸化ナトリウム溶液(0.2mol/L) - 水酸化ナトリウム8.00gを無炭酸精製水に溶かして1Lとしたもの。
4. リン酸緩衝液（pH6.5）- 2.を100mL、3.を35.4mLを混合した後、これにtrans-1,2-シクロヘキサンジアミン四酢酸(1水塩)[2]0.13gを溶かしたもの。

1.と4.を用いて試験を行う場合と、「DPD法用粉体試薬」として1回分ずつ分包されたものや、1回分を錠剤にした市販品を用いて行う場合がある。

### 残留塩素標準比色列
C.I.Acid Red 265(N-p-トリルスルホニルH酸、CAS No.6358-43-6)で調製した、Acid Red 265標準液を用いて作製する。残留塩素濃度として、0.05, 0.1, 0.2,..., 1.0, 1.2,..., 2.0 (mg/dL)の16段階。

## 試験操作

### 遊離残留塩素の濃度の測定
1. リン酸緩衝液2.5mlを共栓付き比色管に採り、これにDPD試薬0.5gを加える。
2. 1. に検水を加えて50mlとし、混和する。
3. 呈色を残留塩素標準比色列と側面から比色して、検水中の遊離残留塩素の濃度を求める。

リン酸緩衝液で反応液を中性に保った状態で、反応を行う。DPDは遊離残留塩素により酸化されてキノンジイミン（無色）を生成する。

キノンジイミンが未反応のDPDと反応し、N,N-ジエチル-セミキノン中間体（桃赤色）を生成して呈色するため、過剰量のDPDが必要である。

### 総残留塩素の濃度の測定
上記3.にヨウ化カリウム約0.5gを加えて溶かし、約2分間静置後の呈色を残留塩素標準比色列と側面から比色して、検水中の総残留塩素の濃度を求める。

DPDは遊離残留塩素とは直ちに発色するが、結合残留塩素との反応は遅い。総残留塩素（遊離残留塩素＋結合残留塩素）を求めるには、結合型を遊離型に変えるためにヨウ化カリウムの添加が必要である。結合残留塩素の代表であるクロラミンとヨウ化カリウムの反応は、
{\displaystyle {\ce {NH2Cl\ + 2KI\ + H2O -> NH3\ + KCl\ + I2\ + KOH}}}

### 結合残留塩素の濃度の測定
総残留塩素の濃度と遊離残留塩素の濃度との差から検水中の結合残留塩素の濃度を算定する。
結合残留塩素 = 総残留塩素 - 遊離残留塩素　(mg/dL)